# Trattato di San Francisco
Il trattato di San Francisco fu un negoziato di pace tra il Giappone e 48 paesi che presero parte alla seconda guerra mondiale.
Si tenne a San Francisco, negli Stati Uniti, nel settembre 1951 ed ebbe il culmine con la firma dell'accordo, l'8 di quel mese al War Memorial Opera House, che ebbe come conseguenza la conclusione, anche formale, del conflitto in Asia e la fine del protettorato statunitense sul Giappone. Il trattato non fu firmato dall'Unione Sovietica, e nemmeno dalla Repubblica Popolare Cinese e dalla Repubblica di Cina a Taiwan.
L'accordo entrò pienamente in vigore il successivo 28 aprile 1952. Insieme al Trattato di pace, fu firmato anche il Trattato di sicurezza tra Stati Uniti e Giappone, che viene quindi spesso associato al Trattato di San Francisco.

## Storia
Il trattato non fu accolto benevolmente tra i paesi asiatici, e le uniche voci di approvazione si ebbero dai rappresentanti di alcune colonie francesi, del Pakistan e di Ceylon, questi ultimi da poco liberi dal dominio britannico. Il caso della delegazione di Ceylon fu però particolare e singolare, perché si schierò apertamente nel fornire supporto per un Giappone libero e indipendente. Mentre molti erano riluttanti a consentire al Giappone di riprendersi e insistevano sul fatto che i termini della resa dovessero essere severi e rigidamente applicati, il ministro delle finanze di Ceylon Junius Richard Jayewardene parlò in difesa del Giappone, e a favore della riconciliazione.
La mancata partecipazione di alcuni paesi orientali alla firma del trattato suscitò risentimento negli Stati Uniti, in particolar modo verso l'India, che anche per questo motivo si pensò essere legata da un'intesa segreta con l'Unione Sovietica di Stalin.
Con la conferenza di pace di San Francisco, durata dal 4 all'8 settembre, il Giappone fu chiamato a risarcire direttamente i paesi danneggiati. Tuttavia a beneficiarne furono maggiormente gli Stati Uniti e le altre potenze coloniali, mentre i vicini paesi asiatici, che avevano subito più direttamente le conseguenze degli attacchi giapponesi, ne trassero vantaggi relativi. Successivamente il Giappone firmò altri trattati di pace con i singoli paesi asiatici, come il Trattato di Taipei del 28 aprile 1952 con la Cina nazionalista, e il Trattato di pace con l'India del 9 giugno 1952, proseguendo il processo di normalizzazione dei rapporti.
Congiuntamente al Trattato di pace fu firmato anche il Trattato di sicurezza tra Stati Uniti e Giappone, che fu il primo accordo del dopoguerra sul tema della difesa a coinvolgere il Giappone.

## Paesi partecipanti
In conclusione i paesi che firmarono il trattato furono 49 (includendo anche il Giappone). In particolare i partecipanti alle negoziazioni che firmarono il trattato furono Arabia Saudita, Argentina, Australia, Belgio, Bolivia, Brasile, Cambogia, Canada, Cile, Colombia, Costa Rica, Cuba, Repubblica Dominicana, Ecuador, Regno d'Egitto, El Salvador, Impero d'Etiopia, Filippine, Francia, Giappone, Grecia, Guatemala, Haiti, Honduras, Indonesia, Iran, Iraq, Laos, Libano, Liberia, Lussemburgo, Messico, Nicaragua, Norvegia, Nuova Zelanda, Paesi Bassi, Pakistan, Panama, Paraguay, Perù, Regno Unito, Sri Lanka, Sudafrica, Siria, Turchia, Stati Uniti, Uruguay, Venezuela e Vietnam.
Altresì Cecoslovacchia, Polonia e Unione Sovietica, pur partecipando, non firmarono il trattato, principalmente a causa della disputa delle isole Curili e per il mancato accoglimento della richiesta sovietica di lasciare il seggio all'ONU alla Cina popolare.
Tre delle firmatarie del trattato, infine, Colombia, Indonesia e Lussemburgo, non lo ratificarono.
I paesi partecipanti furono quindi 52 (includendo il Giappone), e di questi i firmatari furono 49, con la mancata firma di soltanto 3 paesi (Cecoslovacchia, Polonia e Unione Sovietica).
Ai negoziati furono invitate anche Birmania, Jugoslavia e India che però si rifiutarono di partecipare, mentre la Corea del Sud fu invitata a partecipare come semplice osservatore, ma non come alleato di guerra.
A causa dell'insorgere della guerra civile ancora in corso non vennero invitate a partecipare né Taiwan né la Repubblica Popolare Cinese.

## Il destino delle conquiste d'oltremare del Giappone
Il documento sancisce la rinuncia ufficiale dei diritti ottenuti dal Giappone con il Protocollo dei Boxer del 1901, e quindi alle sue rivendicazioni sui territori della Corea, di Taiwan, di Hong Kong, delle Isole Curili, delle Pescadores, delle Isole Spratly, dell'Antartico e dell'Isola di Sachalin. Tuttavia il trattato non definiva ufficialmente quali stati dovessero essere sanciti sovrani di questi territori, e questa omissione venne utilizzata dagli indipendentisti di Taiwan per sancire l'autodeterminazione dei taiwanesi in base all'articolo 77 paragrafo b della Carta delle Nazioni Unite, affermando che esso potesse essere applicato a tutti quei territori liberati dall'occupazione delle nazioni nemiche durante la seconda guerra mondiale.
Le isole Bonin e Volcano furono poste sotto amministrazione statunitense e furono restituite al Giappone nel 1968.

## Ilseppukudi Yukio Mishima
In polemica con le limitazioni militari del trattato e dei successivi accordi, e contrario alla smilitarizzazione imposta al Giappone, nell'intento di denunciare la subalternità del suo paese alla potenza statunitense, Yukio Mishima il 25 novembre 1970 compì il suicidio rituale, dopo aver fallito l'assalto al quartier generale delle forze di autodifesa, capeggiando i suoi seguaci del Tatenokai, associazione paramilitare da lui fondata.